# إد فرحات
ادوارد جورج اد فرحات (بالإنجليزية: Edward Farhat) ـ من مواليد 9 يونيو 1926م، وتوفي بتاريخ 18 يناير 2003م، وهو مصارع أمريكي من أصول لبناني عرف في الحلبة الشيخ أو الشيخ الاصلي (the original sheik)، وهو شخصية المصارع القادم من الصحاري السورية، كان المسيطر على المصارعة في اوقات الستنيات وهو من المصارع الاصلين في أسلوب الهاردكور وهو عم أسطورة مصارعة اتحاد ECW سابو تجاوز الحدود عندما قذف الكرة النارية على أنصاره وكان يلقب بالخطير لنه كان يستعمل قلم الرصاص يضربه خصمه على الراس وهذه ماحصل مع المصارع الهندي تاغر جيت سنغ حنما قام بضربه بقلم الرصاص حتى أغمي عليه.

## مسيرته

### مقدمة حياته
ولد ادورد من عائلة سورية مهاجرة إلى ولاية متشغان كان لاعب كرة قدم في المدرسة الثانوية وخدم الجيش الأمريكي في الحرب العالمية الثانية قبل أن يصبح اجنبي ويرجع إلى اصله العربي بدأ في المصارع في وسط غرب تكساس قرر ان يلعب أفضل مباراة في حياته امام امام بطل NWA World Heavyweight Championللوزن الثقيل لو ذيز في شيكاغو لكنه خسرها.

### حيلة الشيخ
تكرزت شخصية الشيخ بنه رجل طائش غني من سوريا كي يزيد دخل الاتحاد الذي يلعب فيه الجدير بذكر انه يلبس اللبس السعودي أو الخليجي الشيخ استعمل مديره الكندي غراند وزر وضع مديره على شخصية عربية باسم عبد الله فاروق.

### العداءات والمباريات
كان الشيخ العداء الأكبر ولمدة طويلة مع المصارع الأسطورة بوب برازيل وفي اليابان اتفق مع المصارع عبد الله الجزار على تكوين وكان فريقهم على عداء مع الاخوان ديري فونك

### الإعتزال
كتب الشيخ وصيته قبل العميلة في المستشفى عندما توفي في 18 يناير 2003 بعد معانه من مرض القلب عن عمر يناهز 76 سنة لحسن الحظ وصيته كانت مسجلة مع زوجته عن طريق الفيديو الشيخ درب مصارعين مثل ابن اخيه سابو وروب فان دام وريفن وسكوت ستاينر والكثير الشيخ داخل قاعة الشهرة عام2007 من قبل سابو وروب فان دام.

## في المصارعة
الحركات القاضية
- قبضة الجمل
- خمش البط

الحركات المفضلة
- الكرة النارية

المدراء
- عبد الله فاروق
- غران وزر

المدراء المصارعين
- سابو

## البطولات والإنجازات
نادي ممر قرنابيط
- جائزة المشرف الآخر (1995)

القاب في المصارعة
- بطولة ان دبيليو اي الولايات المتحد الأمريكية مرة

دبليو دبليو أي (wwa) بطولة فنون الدفاع العسكري للوزن الثقيل (icw) الولايات المتحدة الأمريكية للوزن الثقيل (NWA) الولايات المتحدة الأمريكية الوزن الثقيل (تورونتو كندا) (NWA) الولايات المتحدة الأمريكية الوزن الثقيل (ديتروت مشتغان) 12 مرة (NWA) أمريكيون للوزن الثقيل (مرتين) (NWA) هاواي للوزن الثقيل (مرة) 1972 (pwi) أكثر مصارع مكروه في السنة (NWA) تكساس للوزن الثقيل (مرة)

### wwe
بطولة الولايات المتحدة الأمريكية (مرة)
- دخل قاعة الشهرة عام 2007

## وصلات خارجية
- إد فرحات على موقع IMDb (الإنجليزية)
- إد فرحات على موقع قاعدة بيانات الفيلم (الإنجليزية)
- إد فرحات على موقع دبليو دبليو إي (الإنجليزية)
- إد فرحات على موقع CageMatch worker (الإنجليزية)
- إد فرحات على موقع عالم المصارعة على الإنترنت (الإنجليزية)
- إد فرحات على موقع عالم المصارعة على الإنترنت (الإنجليزية)

Hall of Fame Profile of The Sheik